# Doppel-Rückenflosser
Der Doppel-Rückenflosser (Enoplosus armatus) ist eine Art der Barschverwandten (Percomorphaceae). Der Fisch lebt endemisch an der Küste des südlichen Australiens, wo er als „Old Wife“ bekannt ist. Er ist monotypisch in seiner Gattung und der Familie Enoplosidae.

## Merkmale
Doppel-Rückenflosser haben einen hochrückigen Körper mit einem relativ kleinen Kopf, ein leicht oberständiges, spitzes Maul und eine zweigeteilte Rückenflosse mit kräftigen Flossenstrahlen. Die erste Rückenflosse wird von acht Hartstrahlen gestützt, die zweite von einem Hart- und 14 bis 15 Weichstrahlen.
Die Afterflosse von drei Hart- und 14 bis 15 Weichstrahlen. Die Bauchflossen sind auffallen groß und haben einen starken ersten Flossenstrahl. Doppel-Rückenflosser sind von silbriger Grundfarbe und tragen mehrere senkrechte, unterschiedlich breite Streifen auf Flanken, Flossen und Kopf. Sie haben 26 Wirbel und werden bis zu 50 Zentimeter lang.

## Lebensweise
Doppel-Rückenflosser leben in kleinen Schwärmen, paarweise oder einzeln über Felsriffen und Seegraswiesen bis in Tiefen von 90 Metern. Noch nicht ausgewachsene Fische leben in Flussmündungen. Die Fische ernähren sich von Krebstieren, Würmern und Algen.

## Fossilbefund

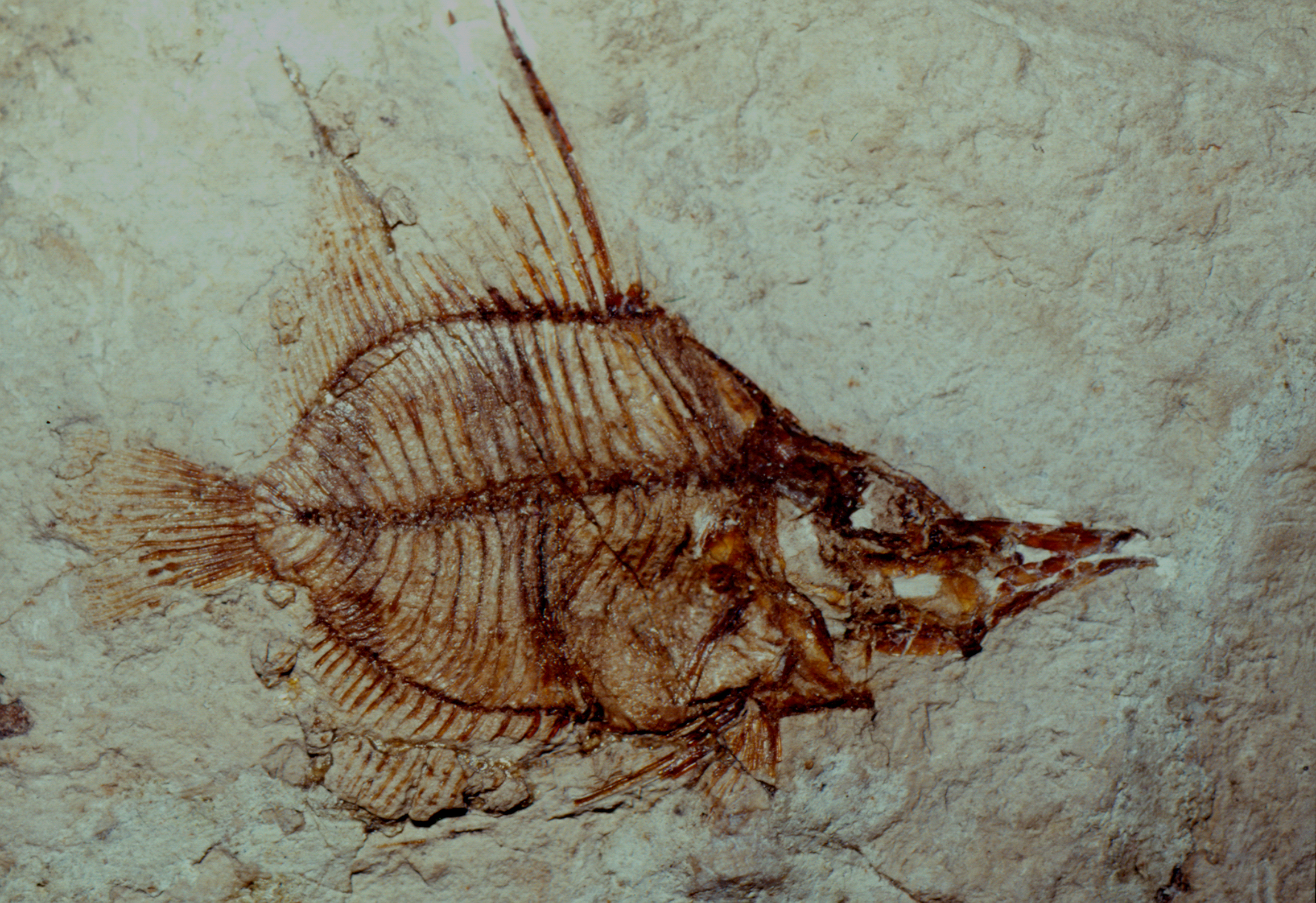
Enoplosus pygopterus

Ein fossiler Verwandter, Enoplosus pygopterus ist aus dem mittleren Eozän der norditalienische Monte-Bolca-Formation, die aus Ablagerungen der Tethys entstand, bekannt.

## Einzelnachweis
1. ↑  Karl Albert Frickhinger: Fossilien Atlas Fische, Mergus-Verlag, Melle, 1999, ISBN 3-88244-018-X